# Maheshpur Gamharia
Maheshpur Gamharia – gaun wikas samiti we wschodniej części Nepalu w strefie Sagarmatha w dystrykcie Siraha. Według nepalskiego spisu powszechnego z 2001 roku liczył on 719 gospodarstw domowych i 4086 mieszkańców (1976 kobiet i 2110 mężczyzn).